# Osmond (Wyoming)
Osmond – jednostka osadnicza w Stanach Zjednoczonych, w stanie Wyoming, w hrabstwie Lincoln.